# Jiří Škorpík
Jiří Škorpík (* 12. května 1972, Praha) je český hudební skladatel, režisér, aranžér, producent a zpěvák známý například účinkováním ve vokálním kvartetu 4TET.

## Život a kariéra
Jiří Škorpík je absolventem pražské konzervatoře, obor klarinet u profesora Polívky. Spolupracuje na mnoha projektech; jeho nejznámějším je vokální seskupení 4TET, založené v říjnu roku 2002 na popud Jiřího Korna. Je také hudebním skladatelem, producentem, aranžérem i autorem filmové hudby. Složil například hudbu k muzikálu Antoinetta – královna Francie, jenž měl premiéru 9. dubna 2014 v Divadle Hybernia.

## Diskografie

### 4TET
- 1st, 2004
- 2nd, 2005
- 3rd, 2008
- 4th, 2016